# Asterivora ministra
Asterivora ministra là một loài bướm đêm thuộc họ Choreutidae. Nó được tìm thấy ở New Zealand.
Sải cánh dài khoảng 9 mm. 